# Johann Schmied

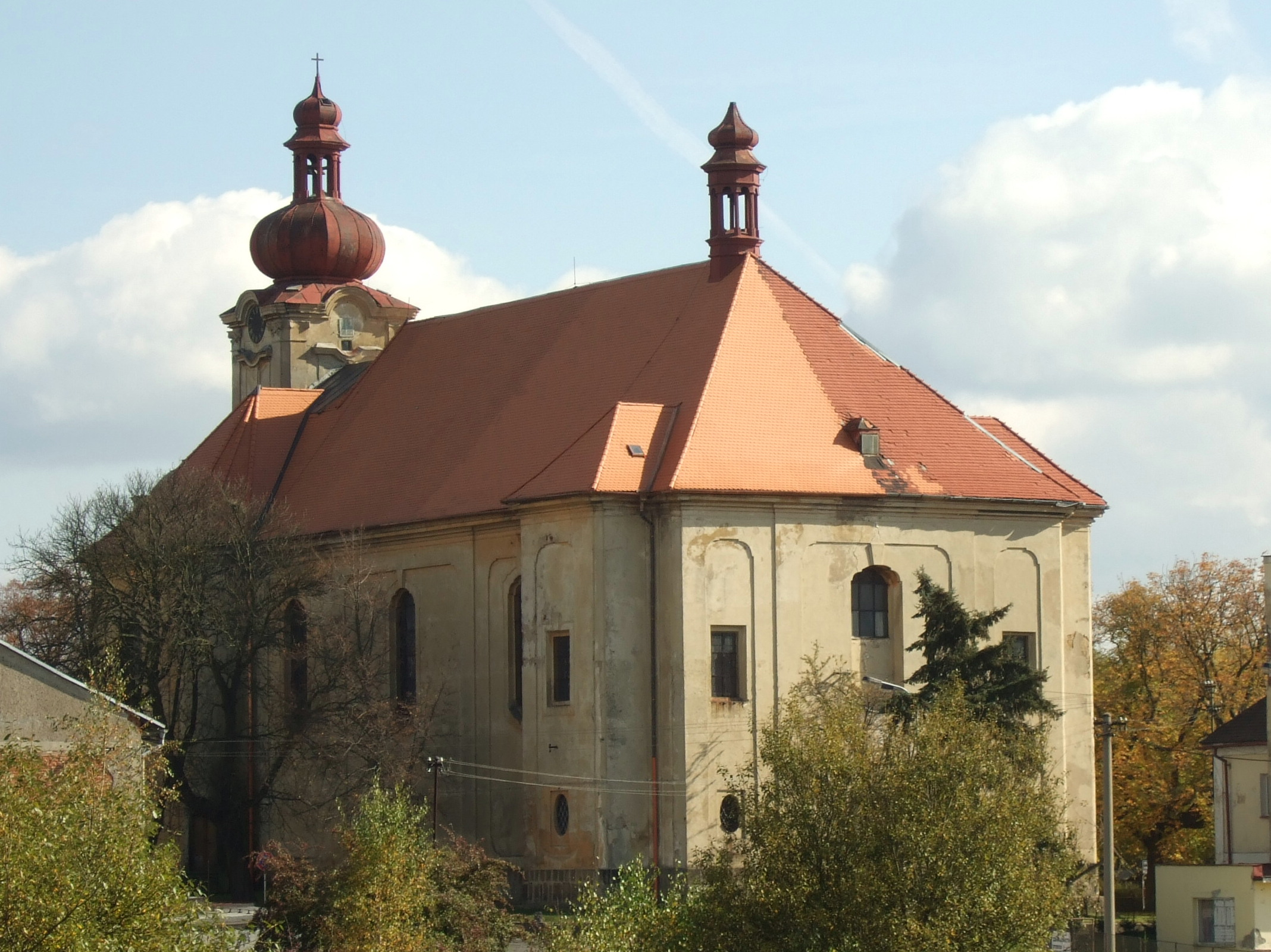
Kostel svaté Anny v Sedlci

Johann Schmied (v archivních pramenech též Schmidt) byl barokní zednický mistr a architekt působící v západních Čechách v první polovině 18. století. Působil zejména ve službách markrabat bádenských na Karlovarsku. K jeho nejvýznamnějším realizacím patří např. stavba poutního kostela Navštívení Panny Marie ve Skocích u Žlutic (1736–1749), přestavba kostela Narození Panny Marie a stavba děkanství v Toužimi (1738–1742) či stavba poutního kostela svaté Anny v Sedlci u Karlových Varů (1738–1745).  